# 佐々木長治

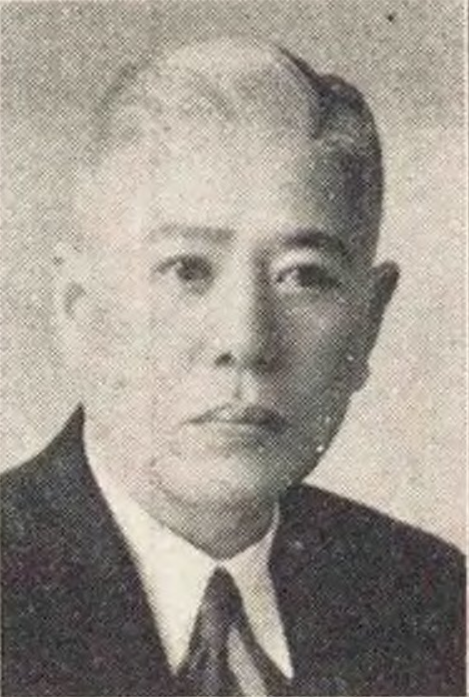
佐々木長治

佐々木 長治（ささき ちょうじ、1894年（明治27年）2月10日 - 1970年（昭和45年）9月12日）は、日本の実業家、政治家、衆議院議員（2期）。貴族院議員。旧名・馨。

## 経歴
愛媛県西宇和郡伊方村（現伊方町）で、佐々木長治（高二郎）の息子として生まれた。1914年（大正3年）家督を相続し、長治を襲名。1916年（大正5年）東京高等商業学校（現一橋大学）卒。
伊方郵便局長、西宇和郡会議員、八幡浜市長のほか、西南銀行、第二十九銀行、予州銀行の各頭取などを務める。1924年（大正13年）の第15回衆議院議員総選挙で愛媛県第6区（当時）から立憲政友会公認で立候補して初当選。2期務める。その後、1939年（昭和14年）愛媛県多額納税者として貴族院多額納税者議員に互選され、同年9月29日に就任し、研究会に所属して1947年（昭和22年）5月2日の貴族院廃止まで在任した。
戦後の1951年の第2回愛媛県知事選挙に立候補したが落選した。この他公安委員長、NHK経営委員、伊予鉄道会長を歴任した。